# Christiane Köller
Christiane Köller (* in Recklinghausen) ist eine deutsche Hörfunkmoderatorin. Ab 2000 arbeitete sie beim Hörfunksender NDR 1 Niedersachsen. Zusammen mit Lars Cohrs moderierte sie für einige Jahre ab September 2010 die tägliche Frühsendung Hellwach. Anschließend war sie Moderatorin der Drivetimesendung "Funkbilder". Aktuell ist sie beim Radiosender NDR Schlager (Stand: April 2025). 
Christiane Köller ist verheiratet und hat zwei Kinder.